# شارمین می
شارمین می (انگلیسی: Charmian May؛ ‏ ۱۶ ژوئن ۱۹۳۷ – ۲۴ اکتبر ۲۰۰۲) بازیگر اهل بریتانیا بود. وی بین سال‌های ۱۹۶۸ تا ۲۰۰۲ میلادی فعالیت می‌کرد.
از فیلم‌ها یا مجموعه‌های تلویزیونی که وی در آن‌ها نقش داشته‌است، می‌توان به خانواده من و بقیه حیوانات، سپیده‌دم، پوآرو، کوه‌نشین: بازی پایانی و خاطرات بریجت جونز اشاره نمود.